# Cole County
Cole County is een county in de Amerikaanse staat Missouri.
De county heeft een landoppervlakte van 1.014 km² en telt 71.397 inwoners (volkstelling 2000). De hoofdplaats is Jefferson City.

## Bevolkingsontwikkeling

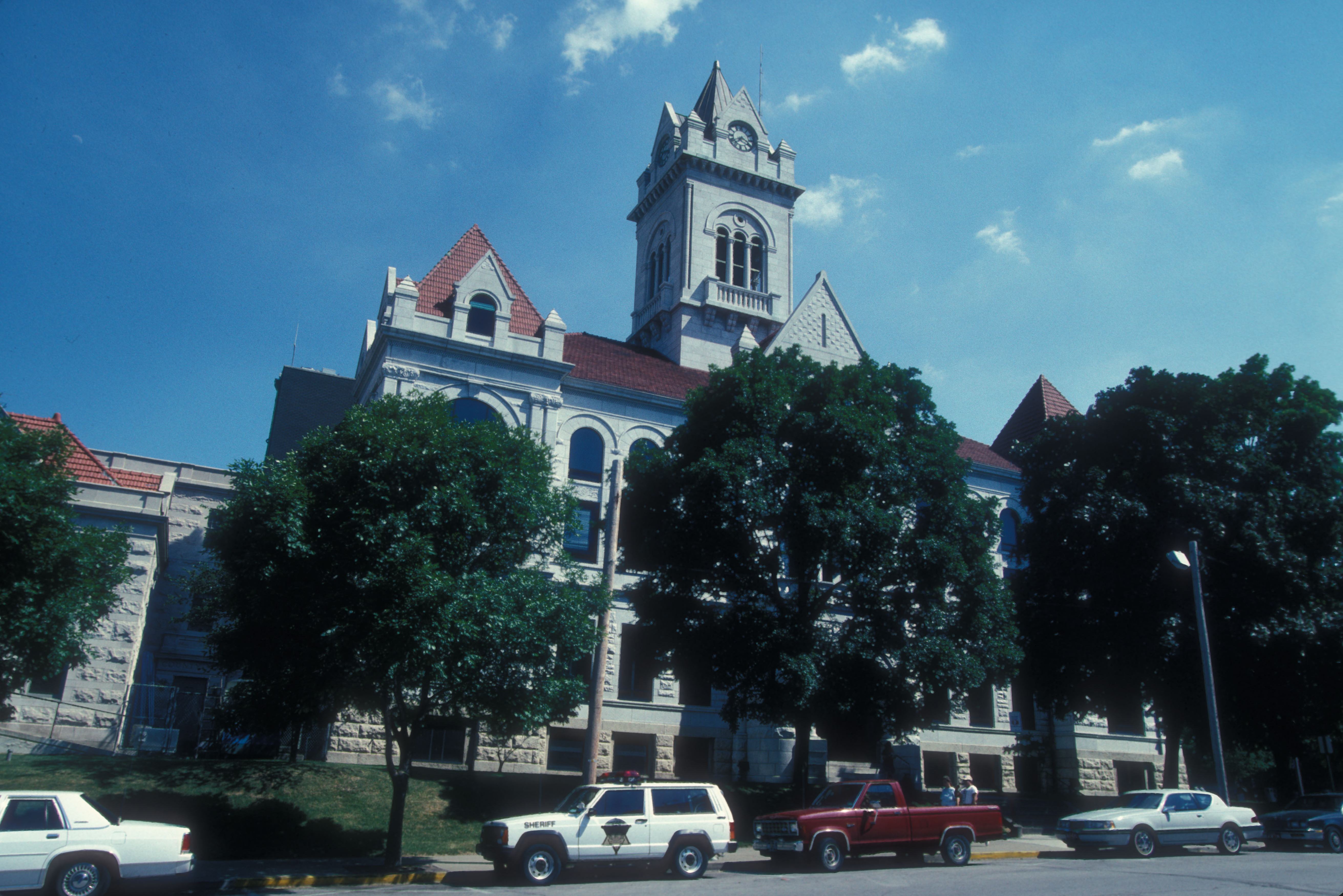
Cole County Courthouse